# سيرجي كافتارادزه
سيرجي إيفانوفيتش كافتارادزه (15 أغسطس 1885 - 17 أكتوبر 1971) (بالجورجية: დავით ჩუბინაშვილი) هو سياسي ودبلوماسي سوفيتي خدم لفترة قصيرة رئيسا للحكومة في الجمهورية الجورجية السوفيتية الاشتراكية، ونائبًا للمدعي العام للاتحاد السوفييتي، وشغل منصب السفير الروسي لدى رومانيا في الفترة من 1945 إلى 1952.
كان ناشطًا بلشفيًا جورجيًا، وتعرض للاضطهاد بسبب أنشطته التروتسكية، لكن تم العفو عنه وأعاده صديقه الشخصي جوزيف ستالين.